# Ras Kass
Ras Kass, pseudonimo di John Austin VI (Watts, 25 settembre 1976), è un rapper e attore statunitense.

## Carriera
Ha fatto parte di un gruppo assieme a Canibus, Killah Priest e Kurupt ovvero gli HRSMN di cui hanno fatto un solo album , ha collaborato con molti artisti della scena musicale rap .

## Discografia

### Album studio
| Year      | Album                                                                       | Peak chart positions | Peak chart positions |
| Year      | Album                                                                       | U.S.                 | U.S. R&B             |
| --------- | --------------------------------------------------------------------------- | -------------------- | -------------------- |
| 1996      | Soul on Ice - Released: October 1, 1996 - Label: Priority                   | 169                  | 35                   |
| 1998      | Rasassination - Released: September 22, 1998 - Label: Priority              | 63                   | 11                   |
| 2005      | Institutionalized - Released: 2005 - Label: none                            | —                    | —                    |
| 2010      | A.D.I.D.A.S. (All Day I Dream About Spittin) - Released: 2010 - Label: none | —                    | —                    |
| TBD: 2012 | F.I.L.A. (Fuck It, Lose it All) - Released: TBD in 2012 - Label: none       | —                    | —                    |

### Street Album
- "Van Gogh" (2001) (unreleased)
- "Goldyn Chyld" (2002) (unreleased)
- "Re-Up The Compilation" (2003)
- "Eat Or Die" (2006)
- "Revenge Of The Spit" (2006) (mixtape)
- "Chinese Graffiti" (2007)
- "Institutionalized Vol. 2" (2008)
- "Quarterly" (2009)

### Singoli
| Year | Single                                            | Chart positions | Chart positions | Album         |
| Year | Single                                            | U.S. R&B        | U.S. Rap        | Album         |
| ---- | ------------------------------------------------- | --------------- | --------------- | ------------- |
| 1996 | "Anything Goes"                                   | 85              | 20              | Soul on Ice   |
| 1996 | "Soul on Ice"                                     | 82              | 22              | Soul on Ice   |
| 1998 | "Ghetto Fabulous" (featuring Dr. Dre and Mack 10) | 56              | –               | Rasassination |

### Collaborazioni
- 1994: Come Widdit (Ahmad, Ras Kass & Saafir) dalla colonna sonora del film Street Fighter - Sfida finale
- 1996: Plastic Surgery (Xzibit featuring Ras Kass & Saafir) from At the Speed of Life
- 1996: Riiiot! (Chino XL featuring Ras Kass) from Here to Save You All
- 1997: The Ebonic Plague (Cru featuring Ras Kass) from Da Dirty 30
- 1997: Uni-4-Orm (Ras Kass, Heltah Skeltah & Canibus) from Rhyme & Reason (Original Motion Picture Soundtrack)
- 1997: Hit Em (Coolio featuring Ras Kass) from My Soul
- 1998: One on One (Kid Capri featuring Ras Kass & Punchline) from Soundtrack to the Streets
- 1998: Handwriting on the Wall (RZA featuring Ras Kass) from Bobby Digital in Stereo
- 1998: 3 Card Molly (Xzibit featuring Ras Kass & Saafir) from 40 Dayz & 40 Nightz
- 1999: On Top of the World (Battlecat featuring Ras Kass, Hot B & Skitso G) from Gumbo Roots
- 2000: What Part of the Game? (Killah Priest featuring Ras Kass) from View from Masada
- 2001: Bounce, Rock, Golden State (Xzibit, Ras Kass & Saafir) dalla colonna sonora del film Training Day
- 2001: 2001 4dr. Cadillac (Bad Azz featuring Ras Kass, Sylk-E.Fyne & Butch Cassidy) from Personal Business
- 2001: Bentleys & Bitches (Da Beatminerz featuring Jayo Felony & Ras Kass) from Brace 4 Impak
- 2003: What Type (40 Glocc featuring Ras Kass) from The Jakal
- 2003: Rise of the Machines (Jedi Mind Tricks featuring Ras Kass) from Visions of Gandhi
- 2005: Lyrical Swords (GZA & Ras Kass) from Wu-Tang Meets the Indie Culture
- 2007: Musical Murdah (Hell Razah featuring Ras Kass) from Renaissance Child
- 2007: Go Hard (Bishop Lamont featuring Ras Kass & Royce Da 5'9") from Caltroit
- 2007: U Ain't Me (Strong Arm Steady feat. Chamillionaire, Ras Kass, & Xzibit) (prod. by Da Riffs) from Deep Hearted
- 2007: 125 Part 3 (Connections) (Joell Ortiz featuring Ras Kass, Stimuli, Grafh, Gab Gacha) The Brick: Bodega Chronicles
- 2008: The Corner (Termanology featuring Ras Kass, Doo Wop & Alias Khryst) from Da Cameo King
- 2008: Payback (Immortal Technique featuring Diabolic & Ras Kass) from The 3rd World
- 2008: Be Cool (Bishop Lamont featuring Xzibit, Ras Kass, Glasses Malone & Mykestro) from The Confessional
- 2010: 2010 Wake Up Show Anthem (Sway & King Tech featuring B-Real, Crooked I, DJ Jazzy Jeff, DJ Qbert, DJ Revolution, Kam Moye, Locksmith, Ras Kass, RZA, Tajai & Tech N9ne)
- 2010: Smoke Sumthin (Cypress Hill featuring Ras Kass, Kurupt & Young De) from Smoke Out Compilation
- 2010: I Wanna Rock (West Coast Remix) (Snoop Dogg featuring Daz Dillinger, Kurupt, Crooked I, Ras Kass & Nipsey Hussle)
- 2011: The Golden Cypher (Canibus featuring Ras Kass & K-Solo) from Lyrical Law
- 2012: The Book (The KnowMads featuring La & Ras Kass)
- 2019: No mistakes allowed ( Dj Fastcust featuring Ras Kass, El Gant & Afu Ra)

## Filmografia
- 1997 Rhyme & Reason
- 1998 I Got the Hook Up
- 2000 Brothahood
- 2007 BEEF IV
- 2011 Rhyme and Punishment